# Чеклево
Чеклево — деревня в Волоколамском районе Московской области России.
Относится к Теряевскому сельскому поселению, до муниципальной реформы 2006 года относилась к Теряевскому сельскому округу. Население — 8 чел. (2010).

## География
Деревня Чеклево расположена примерно в 16 км к северо-востоку от центра города Волоколамска. В деревне три улицы — Зелёная, Старая и Южная. Ближайшие населённые пункты — деревни Ефимьево и Никольское.

## Население
| 1852 | 1859 | 1890 | 1899 | 1926 | 2002 |
| ---- | ---- | ---- | ---- | ---- | ---- |
| 183  | ↗211 | ↗263 | ↘245 | ↗290 | ↘9   |
| 2006 | 2010 |      |      |      |      |
| ↘1   | ↗8   |      |      |      |      |

## История
В «Списке населённых мест» 1862 года Чеклево — казённая деревня 1-го стана Клинского уезда Московской губернии по левую сторону Волоколамского тракта, в 45 верстах от уездного города, при колодцах, с 26 дворами, фабрикой и 211 жителями (109 мужчин, 102 женщины).
По данным на 1890 год входила в состав Калеевской волости Клинского уезда, число душ составляло 263 человека.
В 1913 году — 49 дворов, 3 бумаго-ткацких фабрики.
В 1917 году Калеевская волость была передана в Волоколамский уезд.
По материалам Всесоюзной переписи населения 1926 года — центр Чеклевского сельсовета Калеевской волости Волоколамского уезда, проживало 290 жителей (117 мужчин, 173 женщины), насчитывалось 52 крестьянских хозяйства.
С 1929 года — населённый пункт в составе Волоколамского района Московской области.